# Peter Rosegger
Peter Rosegger (original Roßegger) (n. 31 iulie 1843, Krieglach⁠(d), Stiria, Austria – d. 26 iunie 1918, Krieglach⁠(d), Stiria, Austria) a fost un scriitor și poet austriac din Krieglach (provincia Stiria). El a fost un fiu al unui fermier montan și a crescut în pădurile și munții din Alpl. Rosegger (sau Rossegger) a devenit cel mai prolific poet, precum și un profesor și vizionar profund.
În ultimii săi ani de viață a fost onorat de către conducătorii diverselor instituții și universități din Austria și din orașul Graz (capitala Stiriei). El a fost nominalizat de trei ori la Premiul Nobel pentru Literatură. A fost foarte aproape să devină laureat al Premiului Nobel în 1913 și este considerat în prezent (cel puțin de oamenii din landul Stiria) ca o comoară națională.

## Primii ani

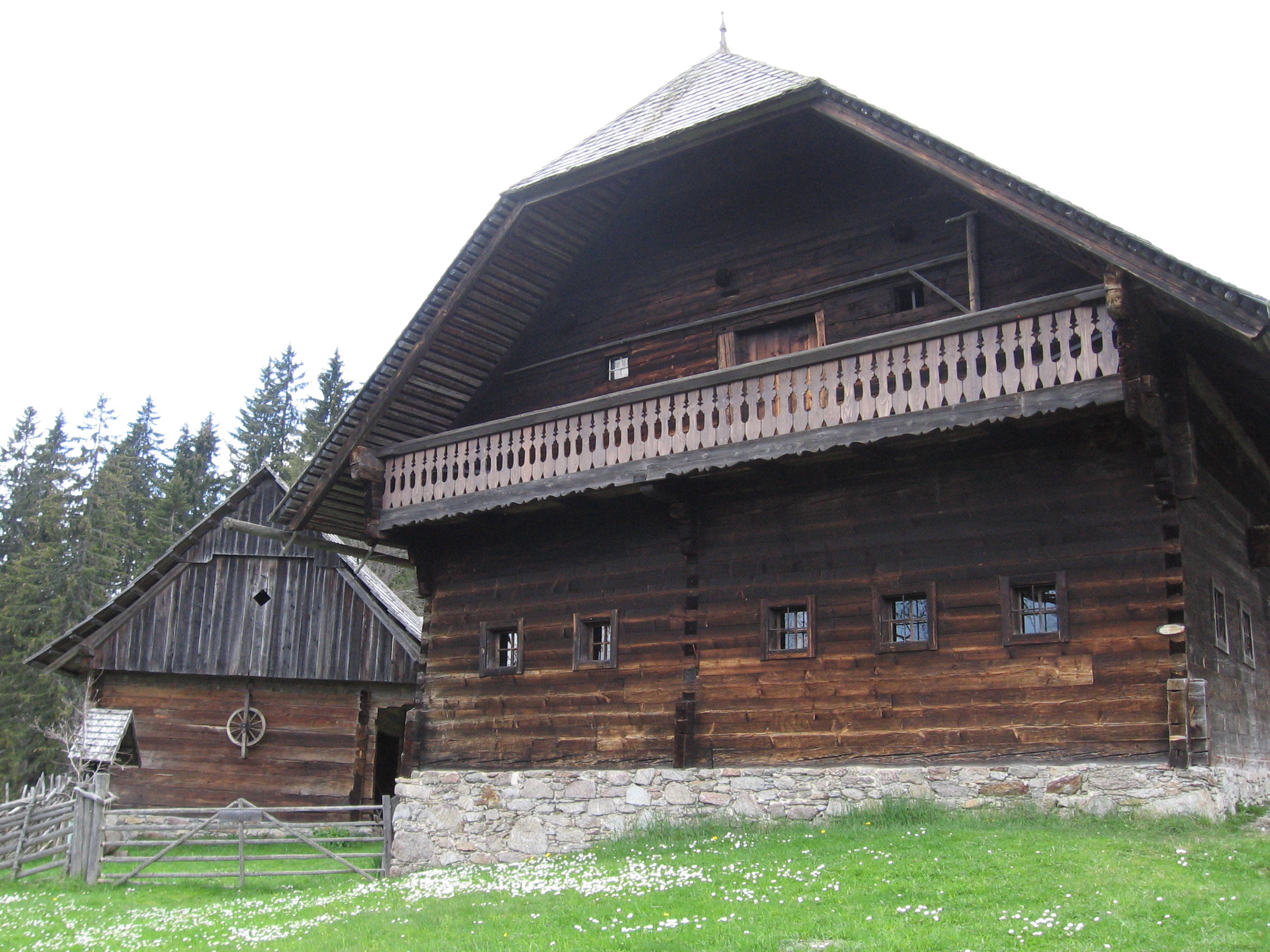
Casa în care s-a născut Rosegger (2008)

Rosegger s-a născut ca primul din cei șapte copii ai unui cuplu de țărani din satul Alpl, aflat în munții de deasupra localității Krieglach, Stiria. Familia locuia într-o fermă alpină simplă din secolul al XVIII-lea, numită Kluppeneggerhof. Condițiile de viață erau modeste, în camera centrală se mânca, se dormea și se lucra. Mâncarea era pregătită la o vatră. Ferma este acum parte a Universalmuseum Joanneum, dar chiar și astăzi se poate ajunge doar pe jos la acest ansambl de clădiri. 
Deoarece acest mic sat, constând doar din câteva ferme, nu avea nici biserică și nici școală, Rosegger și alți copii ar fi trebuit să coboare de pe munte către satul mai mare, St. Kathrein, pentru a urma școala și a frecventa slujbele religioase. Drumul dura două ore și, ca urmare, Peter a avut o educație foarte limitată, furnizată în mare parte de un profesor pasager care l-a învățat pe el și pe alți copii din regiune pentru un an și jumătate. Constituția sa fizică nu i-a permis să devină fermier ca și tatăl său, deoarece el a fost de multe ori bolnav. Deci, el a devenit ucenic de croitor la vârsta de șaptesprezece ani.

## Succesul ca scriitor
Interesul său pentru literatură a prevalat, deși el a câștigat puțini bani. A cheltuit cât și-a permis pe cărți și în curând a început să scrie el însuși. În cele din urmă, el a fost descoperit de către redactorul ziarului Tagespost din Graz, publicat de Dr. Svoboda. El și-a dat seama de talentul literar al luu Rosegger și l-a ajutat să urmeze Akademie für Handel und Industrie (Academia de Comerț și Industrie) din Graz.
Acolo, Peter von Reininghaus a devenit mentorul său. Von Reininghaus era un om bogat și un industriaș influent, iar Rosegger a avut o relație de prietenie cu el pentru tot restul vieții sale. Cu toate acestea, i-a fost greu să studieze deoarece nu a putut să participe în mod regulat la cursuri și a avut cunoștințe puține și fragmentare din mai multe discipline. El a abandonat studiile la academie, în 1869, la vârsta de douăzeci și șase de ani.
Curând după aceea, i s-a oferit o șansă de a publica operele sale literare prin Gustav Heckenast, care a lucrat anterior cu Adalbert Stifter. Peter Rosegger a acceptat, iar prima lui carte, Geschichten aus der Steiermark („Povești din Stiria”), a fost lansată în anul 1871. De atunci, toate lucrările sale au fost publicate de Heckenast.
Rosegger și-a schimbat editorul de două ori după moartea lui Heckenast, colaborând în cele din urmă cu Ludwig Staackmann, care i-a făcut o ofertă generoasă. El a fost întotdeauna foarte loial editorilor lui, iar relația dintre ei era una de prietenie. Rosegger a început să publice Heimgarten în 1876, o revistă lunară cu articole și povești pentru oamenii de la țară, al cărui principal reprezentant și interpret a fost.

## Viața privată
În 1873 Rosegger s-a căsătorit cu Anna Pichler. Au avut doi copii, dar căsătoria a fost de scurtă durată deoarece Anna a murit în 1875 în timpul nașterii. Acest eveniment l-a afectat pe Peter într-o mare măsură, așa cum reiese din diversele scrisori trimise prietenilor în acel moment. În 1879 Rosegger s-a căsătorit cu Anna Knaur, cu care a avut trei copii și o viață de familie foarte armonioasă. Ea l-a îngrijit în perioadele sale de boală.

## Onoruri

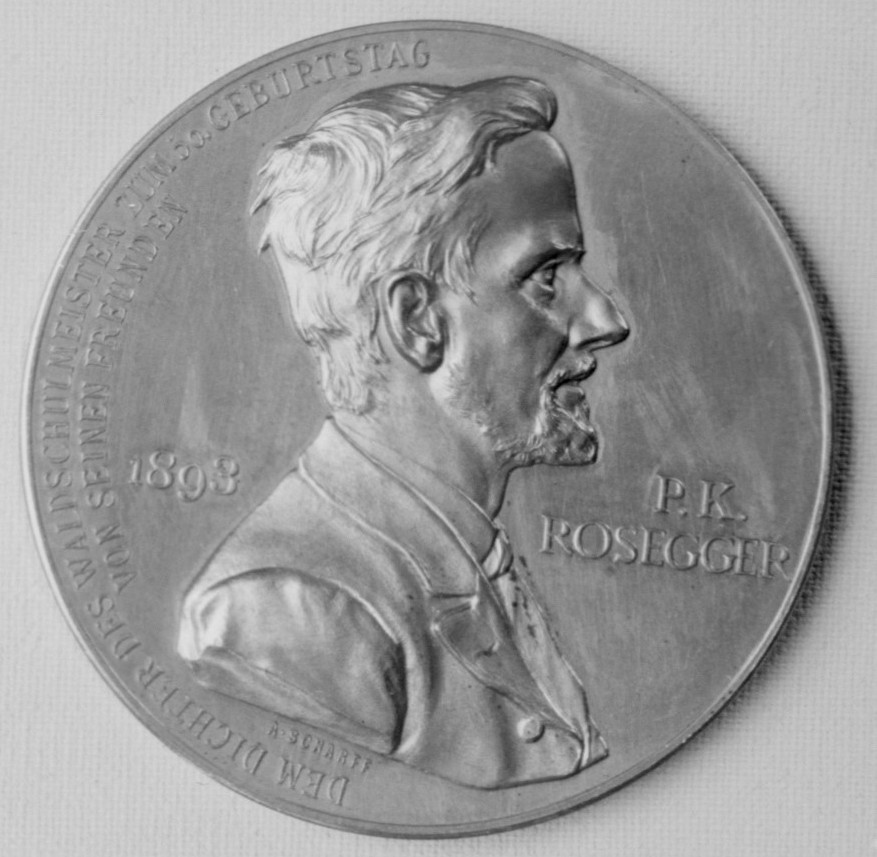
Medalion confecționat pentru a onora aniversarea a 50 de ani ai lui Peter Rosegger, în 1893.

În 1903, cu ocazia aniversării vârstei de 60 de ani, a primit titlul „Ehrendoktorwürde” (Doctor honoris causa) al Universității din Heidelberg. Universitatea din Viena și Universitatea din Graz i-au acordat, de asemenea, distincții similare, iar împăratul german Wilhelm al II-lea, precum și împăratul austriac Franz Josef I i-au oferit lui Rosegger medalii de onoare („Kronenorden 2. Klasse” și „Ehrenabzeichen für Kunst und Wissenschaft”). El a devenit cetățean de onoare al orașelor Graz și Viena, iar împăratul Carol, succesorul lui Franz Josef, i-a acordat Ordinul Franz Joseph, o distincție înaltă pentru un scriitor.

## Ultimii ani și moartea
Rosegger, care a fost frecvent grav bolnav, a călătorit înapoi la casa lui din Krieglach în mai 1918 pentru a muri în locul în care a început „legenda frumoasă a băiatului fermier-pădurar”, în pădurile din regiunea Alpilor Stiriei.
Casa lui natală, fosta „Școală din Pădure” (Waldschule) pe care a fondat-o în Alpl în 1902 și casa lui din Krieglach, unde a trăit până la moartea sa, în 1918, sunt astăzi muzee. Regiunea de unde provenea (munții Alpii Fischbacher de la sud de Krieglach și Mürzzuschlag) sunt acum numiți neoficial „Waldheimat” („Casa din Pădure”), după numele pe care el i-a dat-o. Industria turismului în regiune încă profită de popularitatea de lungă durată a lui Rosegger în rândul cititorilor.

## Lucrări (selecție)
- Zither und Hackbrett (poeme în dialectul stirian, 1870)
- Volksleben in Steiermark ("People's Life in Styria"), 1875
- Die Schriften des Waldschulmeisters ("Manuscripts of a Forest-school Master"), 1875
- Waldheimat ("Home in the Forest"), 1877
- Der Gottsucher ("the God-seeker"), 1883
- Heidepeters Gabriel, 1886
- Jakob der Letzte ("Jakob the Last One"), 1888
- Als ich noch jung war ("When I Was Young"), 1895
- Das ewige Licht ("the Eternal Light"), 1896
- Erdsegen ("Earth's Blessing"), 1900
- Als ich noch der Waldbauernbub war ("When I Was a Forest-farmer Boy"), 1902